# Bitwa pod Șelimbărem
Bitwa pod Șelimbărem – starcie zbrojne, które miało miejsce w roku 1599 w trakcie walk o zjednoczenie ziem rumuńskich.
W roku 1594 książę wołoski Michał Waleczny rozpoczął wojnę z Turcją w celu odzyskania terenów Siedmiogrodu i Mołdawii. Po wyparciu Turków za Dunaj mimo zwycięskiej bitwy w roku 1595 pod Calugareni, utracił jednak Bukareszt i Wołoszczyznę. Michał wycofał się wówczas w góry, gdzie z pomocą wojsk Ligi chrześcijańskiej ponownie pokonał Turków, z którymi zawarł pokój w roku 1596. W roku 1599 na czele 20 000 ludzi wkroczył do Siedmiogrodu, gdzie zmierzył się z wojskami księcia Andrzeja Batorego. Do decydującej bitwy doszło pod Șelimbărem (obecna nazwa Sybin). Wojska księcia Siedmiogrodu zostały pobite a prowincja przyłączona do Rumunii. 